# 趙自新 (南明)
趙自新（17世紀—17世紀），字完我，南直隸蘇州府太倉州人，明朝隱士。

## 生平
崇禎十二年（1639年），趙自新中式己卯科應天鄉試舉人。清軍破南京後，向太倉知州請求給予僧牒，微服出行到松江會龍菴剃髮，隱居嘉定封家村。有謝姓者招攬其前往舟山投魯王，很快事情洩露，清朝官員前往逮捕他時，他剛和弟子下棋，束手就縛至松江，絕食數日不死，再送往江寧洪承疇府邸，他昂首道：「公為新朝佐命，身為故國遺民，豈嘗須臾忘死哉？顧有其志，無其事，徒負虛名，竊用為愧。」官府審問謝姓者後，趙自新因無實據獲釋，十日後即去世，年五十三歲。臨終前對兒子說：「我生平無益於世，死後在墓碑前題：明鄉進士憤道僧趙某，就已足夠。」他面目嚴冷，人望敬畏，有不少著作，陳瑚、陸世儀都是其弟子。

## 引用
1. 1 2  民國《太倉州志·卷十九·人物三》：趙自新，字完我，崇禎十二年舉人，乙酉詣州守請給僧牒，微服出行祝髮松江會龍菴，旋隱嘉定封家村，既有謝姓者告以應舟山之招，自新謝之，及事洩逮至松江，絕食數日不死，復械至江寗。時主讞者為洪承疇，自新昂首前對曰：「公為新朝佐命，身為故國遺民，豈嘗須臾忘死哉？顧有其志無其事，徒負虛名竊用為愧。」復鞫謝姓者，卒無實釋歸，旬日卒，年五十三，臨沒謂其子曰：「吾生無益於世，歿後題墓石曰：明鄉進士憤道僧趙某，願足矣。」自新面目嚴冷，人望而畏之，著作甚多，陳瑚、陸世儀皆其弟子。
2. ↑  錢海岳《南明史·卷一百九·列傳第八十五》：趙自新，字我完，太倉人。崇禎九年【十二年】舉於鄉，隱嘉定封家村。有謝姓者告應舟山之召。及事洩，逮者至門，自新與弟方弈，徐斂手就縛，曰：「吾久辦此矣。」械至嵩江，絶食數日不死。至南京洪承疇所，自新昂首前曰：「身為大明遺民，豈嘗須臾忘死哉！顧有其志，無其事，徒負虛名，竊用為愧耳。」復鞠謝姓者，卒無實，得釋。歸旬日卒。著作甚富。陳瑚、陸世儀皆其弟子。